# فلوریان رودی
فلوریان رودی (انگلیسی: Florian Rudy؛ زادهٔ ۷ ژانویهٔ ۱۹۸۹) بازیکن فوتبال اهل آلمان است.